# Potica
Potica (słoweń. slovenska potica) – jedna z tradycyjnych potraw kuchni słoweńskiej; rodzaj zawijanego ciasta drożdżowego w kształcie pierścienia, z wytrawnym bądź słodkim nadzieniem (najczęściej składającym się z orzechów włoskich, rodzynek lub estragonu), wypiekanego w charakterystycznej okrągłej formie (potičnik).
Podobna potrawa o nazwie Putize/Potize znana jest również w Austrii. Od 2021 roku nazwa slovenska potica jest zarejestrowana w Unii Europejskiej jako gwarantowana tradycyjna specjalność.

## Nazwa
Będąca w powszechnym użyciu od początku XVIII wieku nazwa ciasta potica, jak również jej odnotowywane wcześniej formy – povitica, povtica oraz potvica – pochodzą od czasownika poviti oznaczającego w języku słoweńskim „zawijać”, „owijać”, co odnosi się do sposobu przygotowywania ciasta. Określenie slovenska potica pochodzi natomiast z II połowy XIX wieku.

## Charakterystyka

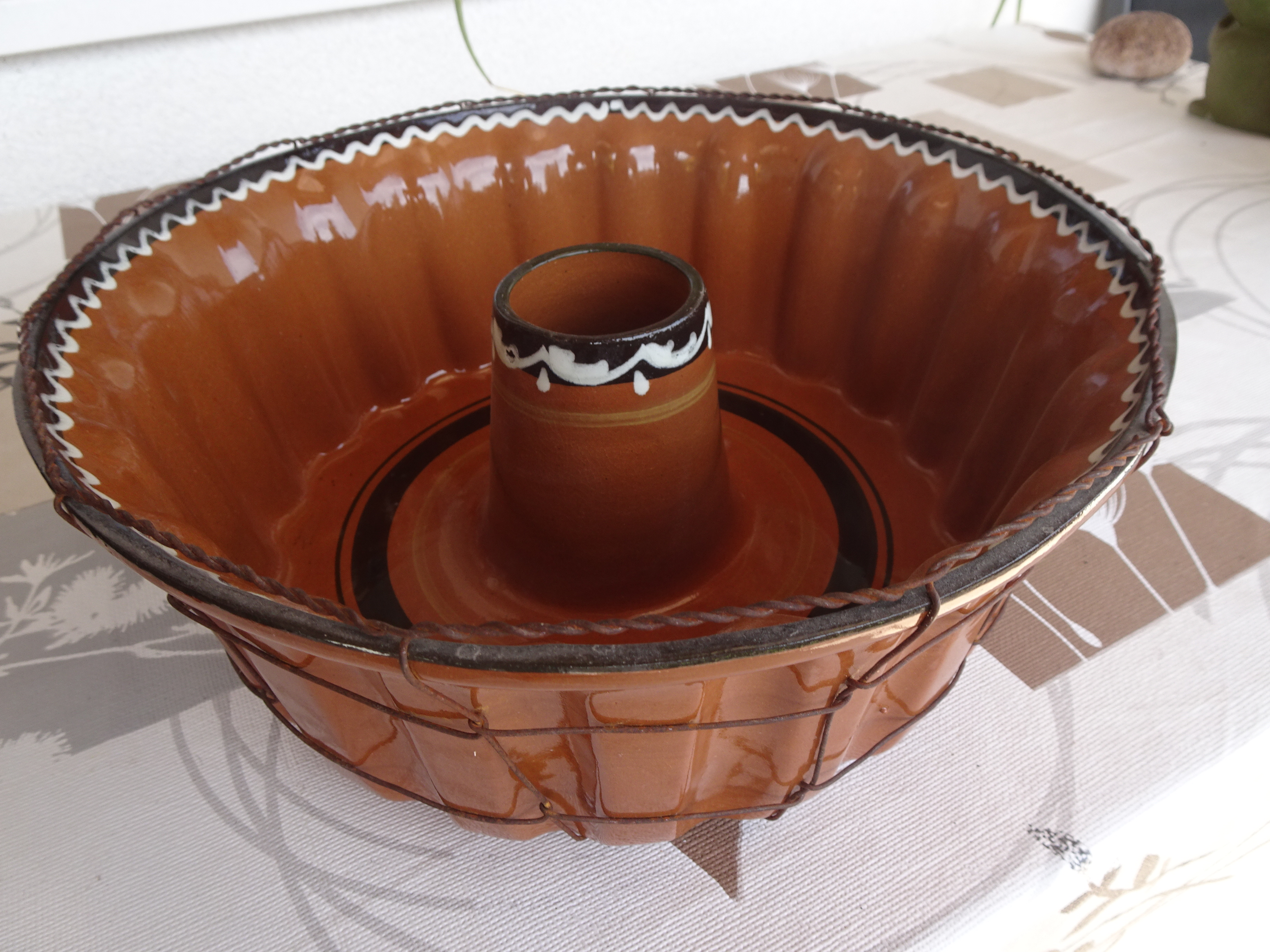
Potičnik – naczynie do wypieku słoweńskiej poticy

Tradycyjna, chroniona prawem slovenska potica jest zawijanym ciastem drożdżowym wypiekanym w okrągłym naczyniu o nazwie potičnik, wykonanym z gliny, porcelany lub metalu, o minimalnej średnicy wynoszącej 14 cm, z płaskim dnem i gładkimi lub ryflowanymi brzegami oraz zwężającą się ku górze tuleją w środkowej części. Ciasto jest przekładane słodkim lub wytrawnym nadzieniem, którego wyróżnia się pięć rodzajów:
- z rodzynkami,
- z orzechami włoskimi,
- z orzechami włoskimi i rodzynkami,
- z estragonem,
- z estragonem, twarogiem i śmietaną.

Za poticę najbardziej charakterystyczną dla Słowenii uchodzi wersja z nadzieniem estragonowym, natomiast jednym z najstarszych znanych rodzajów tego ciasta jest potica z nadzieniem miodowym (niezarejestrowana jako gwarantowana tradycyjna specjalność).
Slovenska potica znana jest na obszarze całej Słowenii, gdzie podawana jest podczas uroczystości rodzinnych oraz świąt Bożego Narodzenia i Wielkiejnocy. Danie popularne jest także wśród słoweńskiej diaspory np. w Stanach Zjednoczonych czy Kanadzie. Potica została również wspomniana w trakcie nieformalnej rozmowy powitalnej między papieżem Franciszkiem a pierwszą damą USA Melanią Trump podczas wizyty prezydenta Stanów Zjednoczonych Donalda Trumpa w Watykanie w maju 2017 roku.

## Historia
Najstarsze wzmianki o cieście povitica pochodzą z wydawanych w latach 1575 i 1577 prac Primoža Trubara, autora pierwszych wydanych w języku słoweńskim książek. W wydanej w 1689 roku księdze „Świetność Księstwa Krainy” autorstwa Janeza Vajkarda Valvasora zamieszczono najstarszy, ale różniący się od współczesnego, przepis na poticę, które to ciasto zaliczono do tradycyjnych potraw bożonarodzeniowych. W 1799 roku ukazała się z kolei pierwsza słoweńskojęzyczna książka kucharska, w której określenia potica użyto w odniesieniu do charakterystycznego sposobu formowania walca z ciasta. W następnych dziesięcioleciach w miarę publikacji kolejnych książek poświęconych kuchni słoweńskiej (m.in. autorstwa Andreja Zamejica, Magdaleny Pleiweis czy Felicity Kalinšek), jak również w okresie po I wojnie światowej, liczba receptur na ciasto potica systematycznie rosła aż do ponad 105 znanych obecnie rodzajów w zależności od użytego nadzienia.
W kwietniu 2021 roku slovenska potica została zarejestrowana w Unii Europejskiej jako gwarantowana tradycyjna specjalność (klasa 2.27. Chleb, ciasto, ciastka, wyroby cukiernicze, herbatniki i inne wyroby piekarnicze).

## Galeria

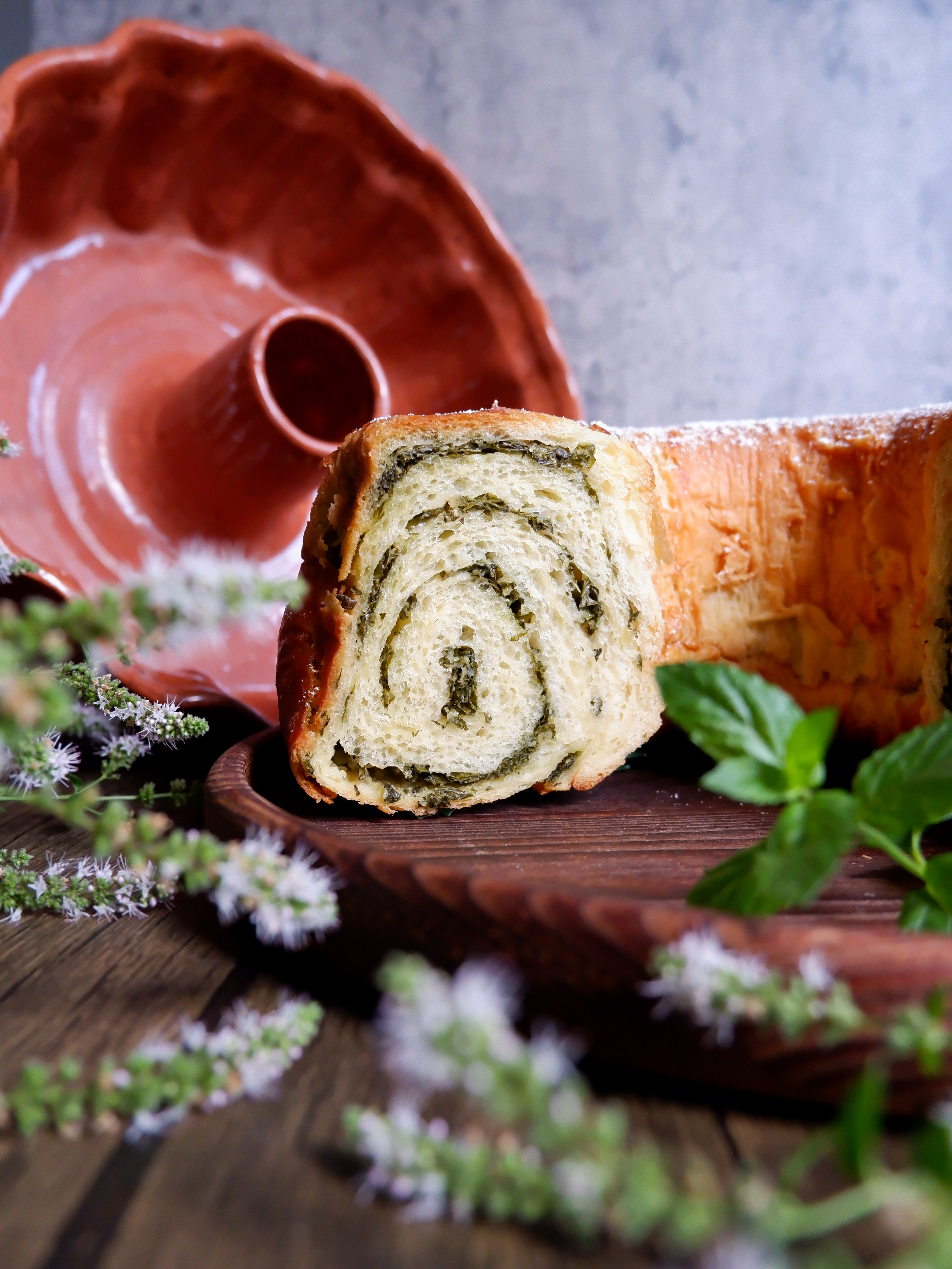
Potica w wersji z nadzieniem miętowym, z tyłu po lewej widoczny potičnik
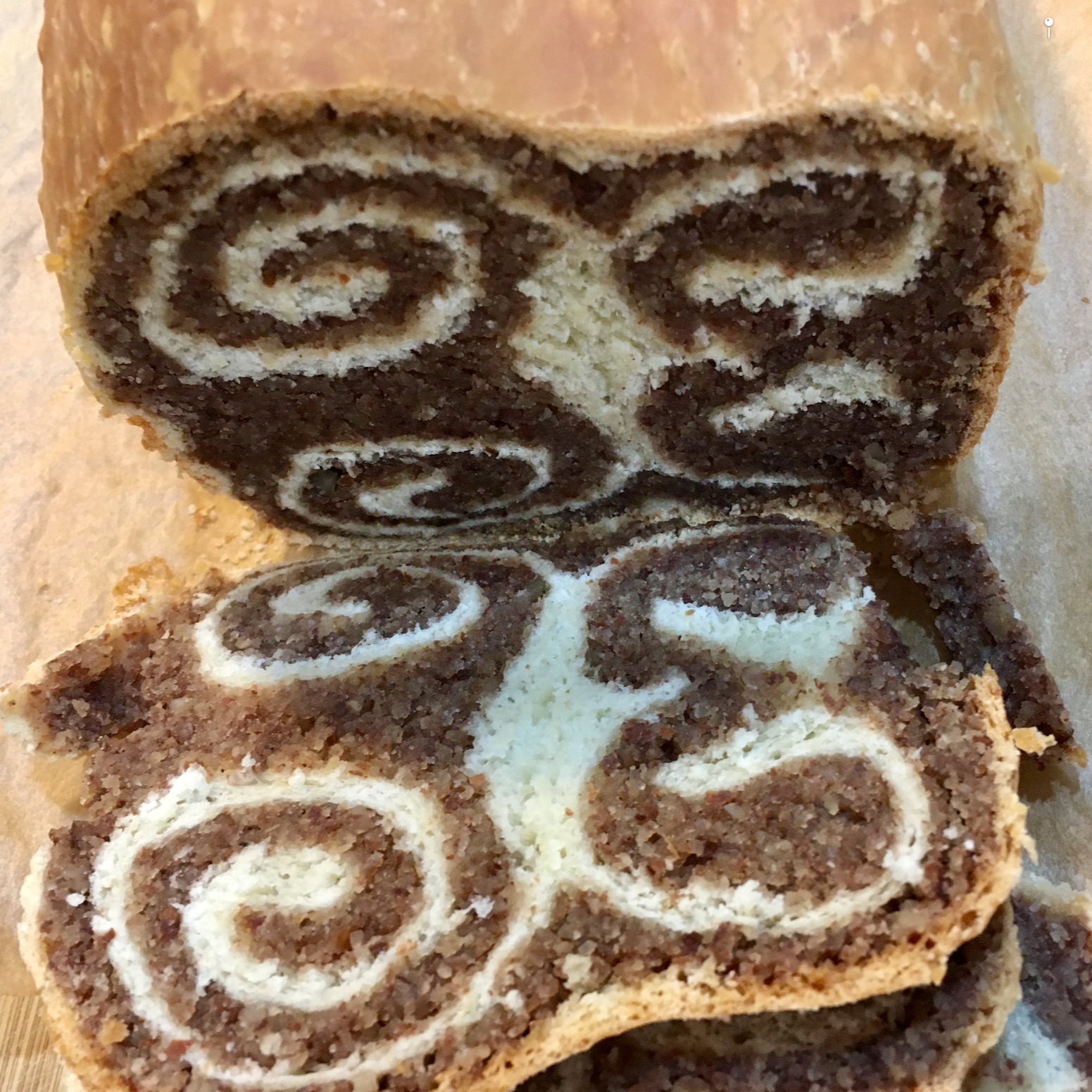
Potica z nadzieniem orzechowo-cynamonowym
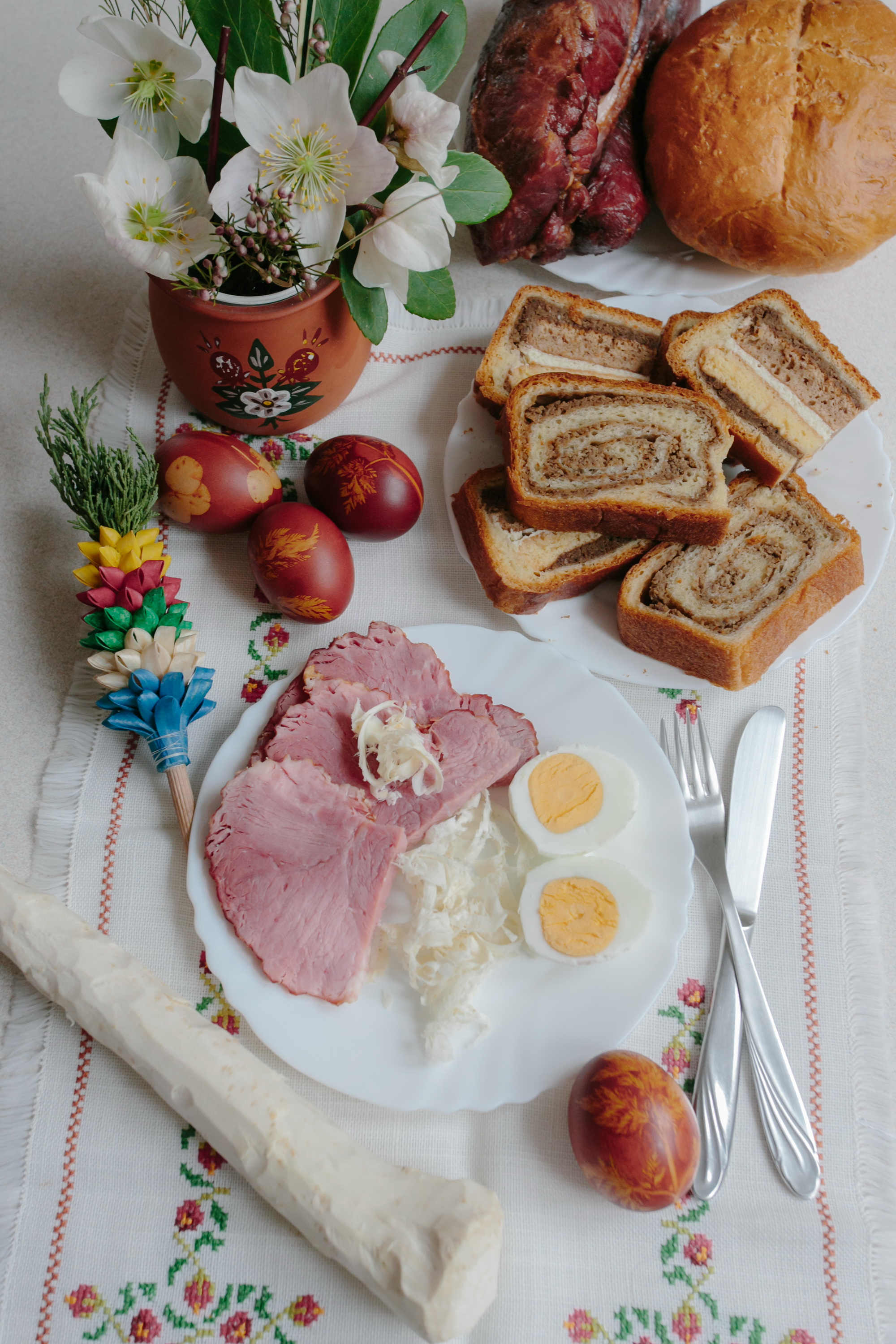
Potica jako element śniadania wielkanocnego (powyżej i na prawo od talerza)